# Восток-3
«Восток-3» — третий советский пилотируемый космический корабль из серии «Восток».

## Параметры полёта
- Масса аппарата — 4,722 т;
- Наклонение орбиты — 64,98°;
- Период обращения — 88,33 мин.;
- Перигей — 180,7 км;
- Апогей — 234,6 км.

## Экипаж
- Экипаж корабля — Андриян Николаев.
- 1-й дублирующий экипаж — Валерий Быковский.
- 2-й дублирующий экипаж — Борис Волынов.

## Описание полёта

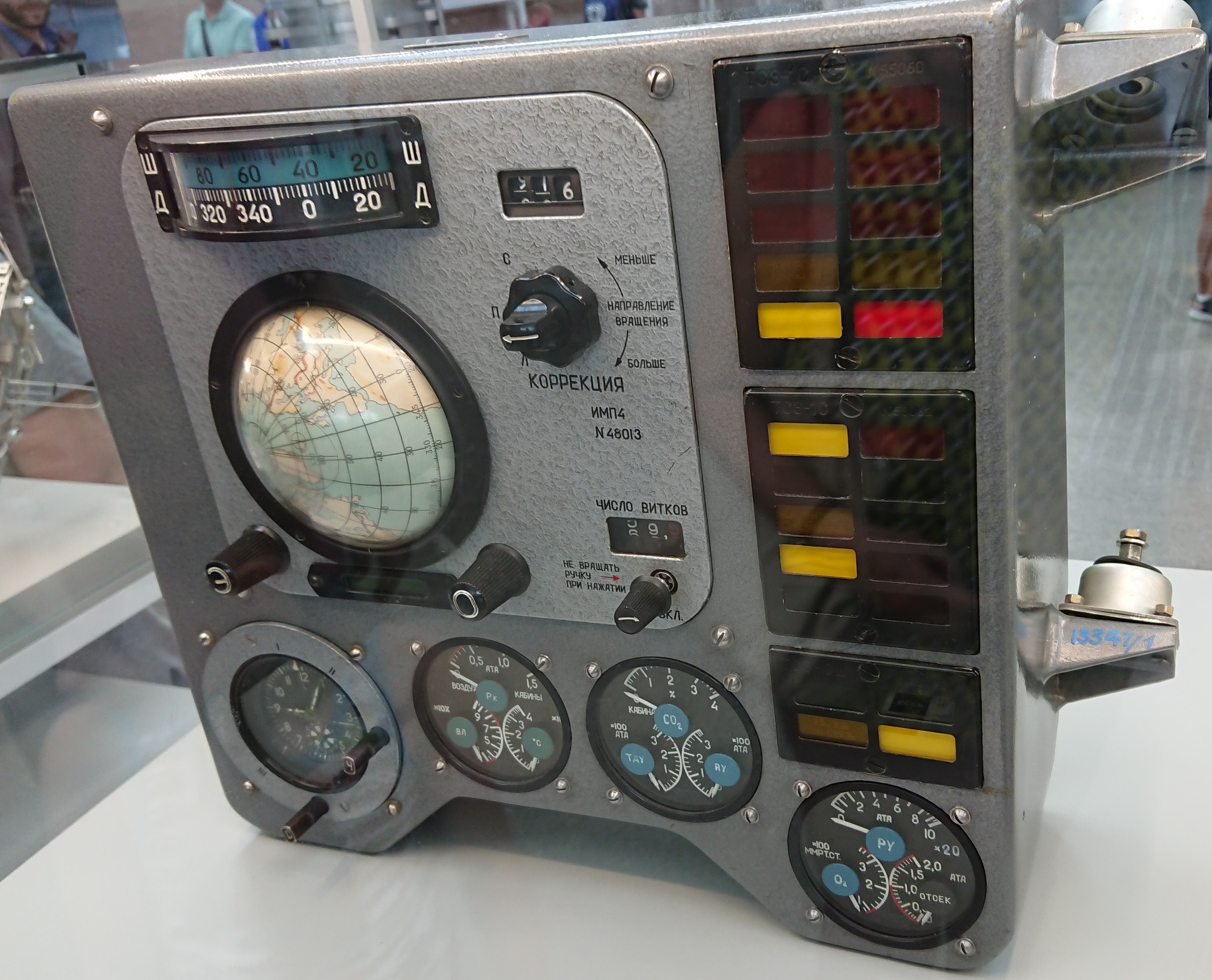
Приборная панель космического корабля «Восток» (3КА)

Первый в мире групповой космический полёт. Одновременно с «Востоком-3» в космосе находился космический корабль «Восток-4», который пилотировал космонавт Павел Попович. В полёте поддерживалась радиосвязь между кораблями и Землёй. Телевизионные изображения космонавтов, передававшиеся с космических кораблей, впервые транслировались по телевизионной сети СССР и Интервидения. В полёте космонавты освобождались от катапультируемых кресел и свободно плавали в кабине в условиях невесомости; проводились медико-биологические эксперименты. Одной из задач совместного полёта двух кораблей был военный эксперимент по программе создания перехватчика спутников, при этом «Восток-3» играл роль цели, а запущенный вслед ему «Восток-4» — перехватчика.
Во время полёта Николаев и Попович исполнили по радиосвязи песню «Четырнадцать минут до старта», а Никита Сергеевич Хрущёв процитировал строчку из этой же песни в своей поздравительной речи с трибуны Мавзолея.

## Значение полёта
Был установлен новый рекорд продолжительности полёта — 94 часа 22 минуты. Кроме того, результаты полёта «Востока-3» и «Востока-4» показали принципиальную возможность осуществления пилотируемого облёта Луны и полёта на Луну, о чём заявил академик АН СССР А. А. Благонравов.

## Ссылки

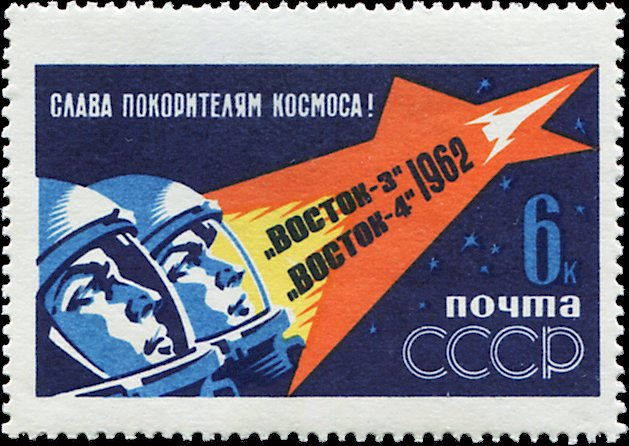
Почтовая марка СССР. 1962. Восток-3, Восток-4